# 八杉角五郎
八杉 角五郎（やすぎ かくごろう、1890年（明治23年）3月4日 - 1977年（昭和52年）1月25日）は、日本の実業家。八杉商店社長、会長を務めたほか、広島地方裁判所司法委員、福山家庭裁判所調停委員、福山商工会議所副会頭などを歴任した。位階勲等は従五位勲五等。藍綬褒章受章。

## 経歴
現在の広島県府中市にて、小川良平の子として生まれた。旧制福山中学校（現・広島県立福山誠之館高等学校）に入学し、1907年（明治40年）に卒業した。中学校では剣道部に所属した。1910年（明治43年）に長崎高等商業学校（現・長崎大学経済学部）を卒業し、教員となった。
福山市深津町の八杉家の婿養子となって八杉商店6代目社長に就任、福山ガス（株）、ニコニコバス（株）、福山合金（株）、福山興業（株）の取締役を務めた。
1929年（昭和4年）10月には福山商業会議所議員に、1932年（昭和7年）10月には広島地方裁判所金銭債務調停委員に、1935年（昭和10年）12月には福山税務署所得税調査委員に就任した。
この他に福山倉庫理事、福山信用金庫理事、福山市公安委員などを歴任し、後には福山商工会議所副会頭や福山誠之館同窓会会長など、多くの職を務めた。

## 栄典
- 1962年 - 藍綬褒章
- 1966年 - 勲五等瑞宝章
- 1977年1月25日 - 従五位